# Orde van Admiraal Li Sun Sin

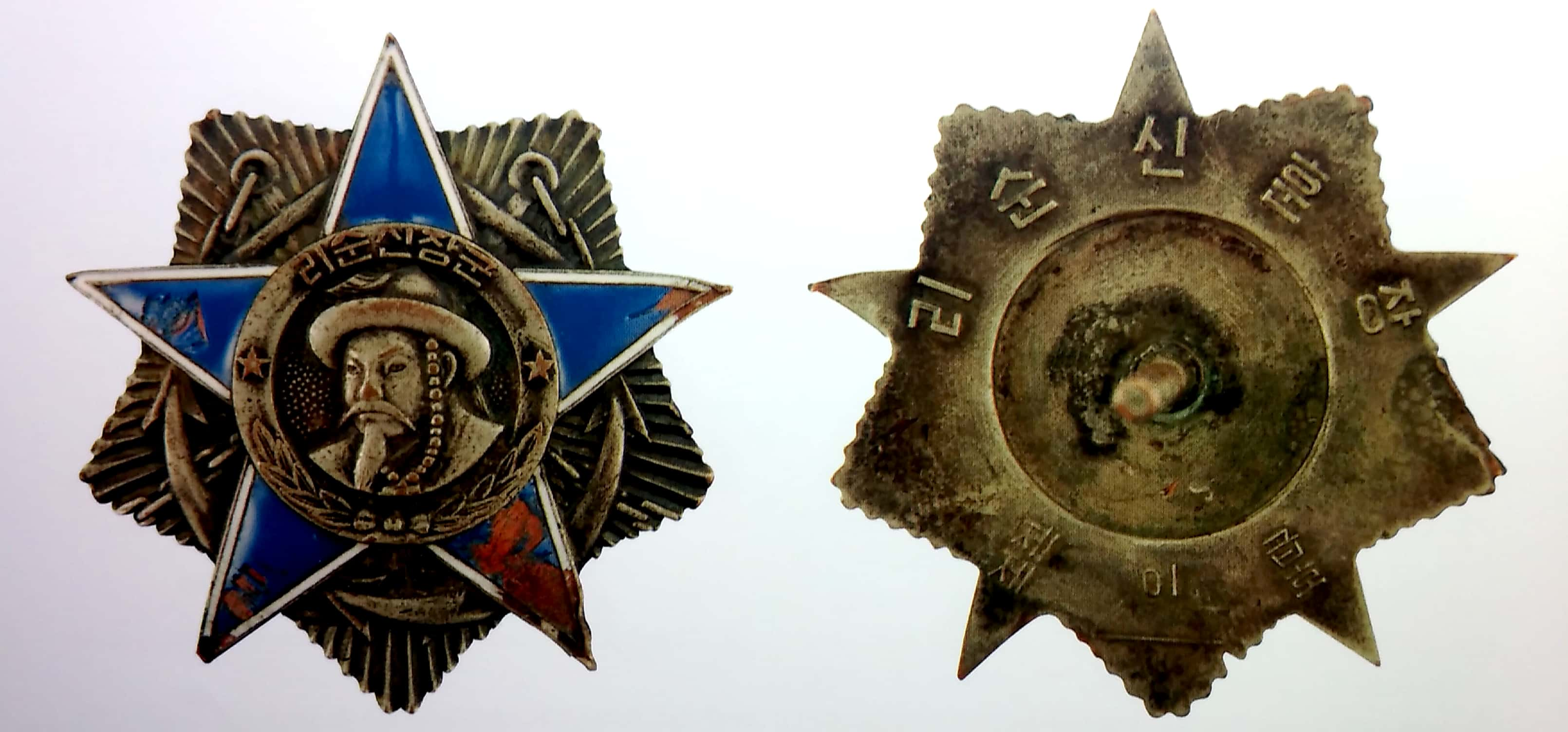

De Orde van Admiraal Li Sun Sin (Koreaans: 리순신장군훈장, Lee Sun Sin Chaggun Hunchang) is een Noord-Koreaans onderscheidingsteken. Het is de maritieme versie van de Orde van de Vrijheid en de Onafhankelijkheid. De ster is blauw en in het medaillon is het portret van een admiraal in oud-Koreaans kostuum geplaatst.
De blauwe ster is op een tienpuntige gouden ster gelegd. De baton is blauw met een witte bies waarop een smalle gouden middenstreep voor de eerste, en twee smalle gouden strepen voor de tweede klasse.
De onderscheiding is gereserveerd voor vlagofficieren.
| Batons van de Orde van Admiraal Li Sun Sin | Batons van de Orde van Admiraal Li Sun Sin |
| ------------------------------------------ | ------------------------------------------ |
| 1e Klasse                                  | 2e Klasse                                  |